# サブタイトル
サブタイトル（subtitle）は、

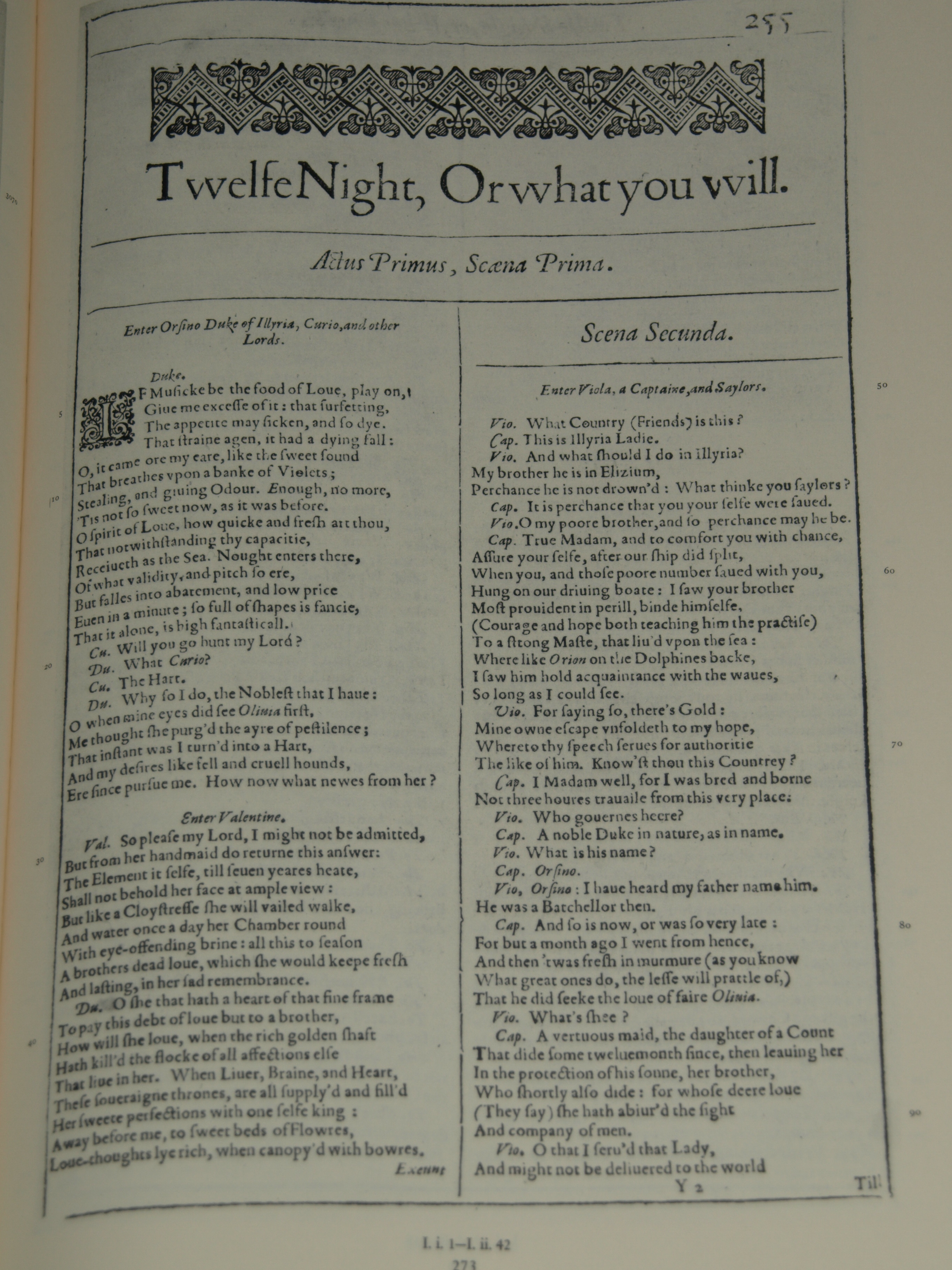
シェイクスピア著『十二夜』の初版。メインタイトル「Twelfe Night」の後に（「, Or」をはさんで）サブタイトル「what you will」が付けられている。

日本（日本語圏）においては書籍・映像作品・音楽作品などにつけられる、説明的な、もしくは代替的なタイトル（題）である。副題（ふくだい）に同じ。

## 本来の意味
英語（英語圏）では一般的に「字幕」のこと。
英語（英語圏）では「subtitle = 字幕」という意味で使用、認知するのが一般的である。
英語（英語圏）で副題は、日本で言う「主題 + 副題」全てを含めて「title」と表現する。
しかし、日本（日本語圏）では「サブタイトル = 副題」という意味として誤用され、広く認知されてしまっているため、本来の意味、使用方法とは異なるが、日本（日本語圏）での意味合いの説明を記述する。

## 目的
サブタイトルを付ける目的には、テーマを匂わせる、購買意欲を沸かせる、シリーズ内での位置づけを明確にする、既存のタイトルと同名になることを防ぐなどがある。
テレビシリーズで、番組のタイトルとは別に各エピソードにつけられるタイトルも、広義のサブタイトルである。ただし英語では、エピソードタイトル (episode title) と言うことが多い。

## 表示法
サブタイトルの表示法には以下のようなものがある。ただし、ワードマークと文章中での表記が異なる場合も存在する。
○○ △△
スペースで区切るもの。日本語などでは全角スペースで区切ることがある。また、以下の表示法と併用されることも多い。
- ドラゴンクエストIII そして伝説へ…

○○〜△△〜
○○〜△△
波ダッシュ (〜) で区切るもの。なお、チルダ (~) で区切るのは誤り。
- D・N・A² 〜何処かで失くしたあいつのアイツ〜

○○-△△-
○○－△△－
ハイフンマイナス (-) で区切るもので、曲名でよく見られる。2本使いや似た約物のダッシュ (―) を使って長さをもたせていることもある。
- 恋におちて -Fall in love-
- 零 －刺青ノ聲－

○○/△△
スラッシュ (/) で区切るもの。
- スター・ウォーズ エピソード1/ファントム・メナス

○○:△△
コロン (:) で区切るもので、英語圏でよく見られる。
- Terminator 2: Judgment Day

○○、△△
○○,△△
読点 (、) やコンマ (,) で区切るもの。
- フランケンシュタイン、すなわち現代のプロメテウス
- Twelfth Night, or What You Will

○○（△△）
括弧で区切るもので、主に韓国の音楽界で多く使用される方式である。
- サムライハート (Some Like It Hot!!)
- 今日から私たちは (Me Gustas Tu)